# Kurz und schmerzlos
Kurz und schmerzlos (trad. lett. Rapido e indolore) è un film del 1998 scritto e diretto da Fatih Akın.

## Trama
Gabriel il turco, Costa il greco, Bobby il serbo: tre amici che anni prima, ad Amburgo, avevano formato una banda. Ma gli anni sono passati. Gabriel esce di prigione e vuole chiudere con la vita da fuorilegge, iniziando un'attività di tassista. Costa e Bobby, che nel frattempo hanno continuato le attività criminose, non riescono a capire la sua decisione. Gabriel si innamora di Alice, la ragazza di Bobby, ma la loro passione è segnata dal senso di colpa: Gabriel dovrà scegliere tra l'amore e l'amicizia.